# عبد الله الشعاب
عبد الله الشّعاب أحد مشائخ وأعلام ليبيا في القرن الثالث الهجري، ولد في طرابلس وبها توفي سنة 243 هـ، ووفق ما جاء في كتاب (المنهل العذب في تاريخ طرابلس الغرب) فإن الشّعاب كان متمسكًا بطريق السلف ومعروفًا بزهده وتصوفه، وبالإضافة إلى اعتنائه بأمور الدين فإن الشّعاب كان يمتهن حرفة النجارة، دفن على بعد مسافة قصيرة جدًا من المسجد الذي حمل اسمه (مسجد سيدي الشعاب) مقابل ميناء طرابلس.

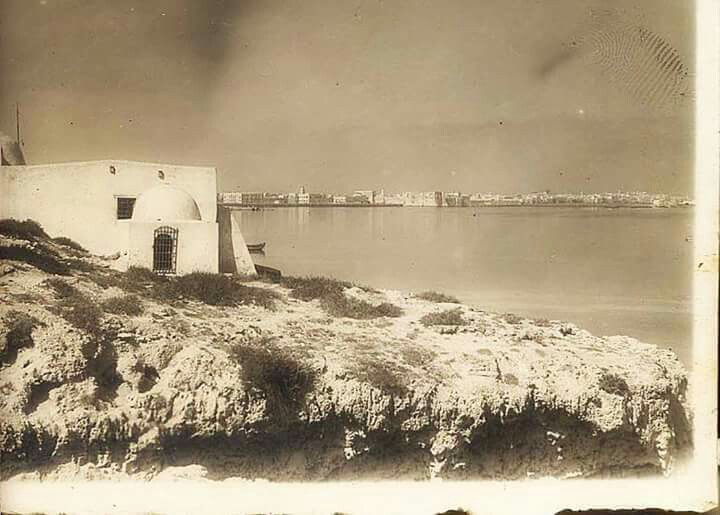
صورة لمسجد وقبر عبد الله الشعاب بمدينة طرابلس الغرب

إبان ثورة 17 فبراير 2011م تم تدمير المسجد من قبل فئة دينية تسمي نفسها بالسلفية كانت تعتقد بأن المسجد قد تم بناءه على ضريح الشعّاب، ولكن المصادر التاريخية توضّح بأن المسجد قد تم بناءه قبل وفاة عبد الله الشعّاب وأنه كان أحد المساعدين في بناءه.
وقد تزامن تدمير المسجد مع نبش عدت قبور منها قبر الصحابي المنيذر الأفريقي المدفون في طرابلس والذي حملت المقبرة إسمه، وكذلك نبش قبور الأسرة القرمانلية التي حكمت طرابلس في فترة الخلافة العثمانية وغيرها من القبور.